# Sangu (Gabun)
Sangu (auch Chango, Isangu, Shango, Yisangou und Yisangu) ist eine Bantusprache und wird von circa 20.900 Angehörigen der Masangu in Gabun gesprochen (Zensus 2000).
Sie ist in der Provinz Ngounié um Mimongo und Iboundji verbreitet.

## Klassifikation
Barama ist eine Nordwest-Bantusprache und gehört zur Sira-Gruppe, die als Guthrie-Zone B40 klassifiziert wird.